# 音圧
音圧（おんあつ、英: sound pressure）とは、音波の伝搬により媒質に生じる圧力であり、静圧からの変動分として表される。大気中においては大気圧からの変動分である。媒質中のある点における、ある瞬間の音圧を瞬時音圧といい、ある時間内の瞬時音圧の実効値を実効音圧という。通常は実効音圧を単に音圧という。音圧のSI単位はパスカル（Pa = N/m2）。

## 概要
音波は、一般的には、固体、液体、気体などの媒質中を伝わる密度変化の波である。液体が水である場合は特に水中音と呼ばれ、水中音響学という研究分野もある。また、固体の場合は、気体や液体のような伸縮に対する弾性だけでなく、ねじり変形と曲げ変形に対する弾性もあり、ねじり波と曲げ波も伝搬される。
空気中の微粒子の密度についてみると、粒子が密になった部分では圧力が増加し、疎になった部分では圧力が低下する。このような圧力の変化が伝播していくのが、空気中の音波であり、音波による大気圧からの圧力の変化が音圧である。こうした空気中の音圧の変化が耳に達すると、音がするという感覚が得られる。
空気中の音波は疎密波であり、音圧は粒子密の部分では正値、疎の部分では負値をとる。音響学では、電気分野において交流電圧を実効値で示すのと同様に、特段の明示がない場合でも音圧を実効値として扱うことがある。
単位体積毎の媒質に含まれる音波のエネルギーである音響エネルギー密度は、音圧（実効音圧）の2乗に比例する。これはまた、1秒間に単位面積を通過する音のエネルギーとして定義される音の強さ（単位:W/m2）に比例する。

## 解説

圧力場の概要
(1) 無音時の媒質は密度一定である
(2) 音伝播による密度の濃淡パターン
(a) 密度の高低は圧力の高低と対応
(b) 点 x_{0} での圧力 p の時刻 t に対する変化

加えられた力に対して元に戻ろうとする力が働くという性質（弾性）を有する媒質（弾性媒質）に加えられた外力が、弾性と慣性の働きによって、媒質中の密度変化（圧力変動）として伝搬される弾性波が音波であり、弾性媒質である空気中を伝わる音波が耳という器官に達して得られる感覚が音である。
音波は媒質を構成する粒子の疎密の状態を進行方向と同じ方向の振幅により伝搬する縦波であり、図の(1)(2)については、それぞれ(1)音波のないとき（静圧状態(Static pressure)）と、(2)音波のあるとき（(1)に対して音による圧力の変化が加わったもの(Sound pressure)）の、ある瞬間における音波の進む方向における媒質の疎密の状態を模式的に示したものである。
この音波による媒質の疎密の状態（図の(2)）に対応して、媒質の圧力を縦軸に、音波の進行方向を横軸にとりグラフに表したものが(a)である。線の間隔が狭いほど（密なほど）圧力が高く、逆に線の間隔が広いほど（疎なほど）圧力が低い。

## 定義

### 瞬時音圧
瞬時音圧（、英: instantaneous sound pressure）は媒質中のある位置・時刻における圧力から静圧を引いた値である。
媒質中の位置 {\displaystyle x} における時刻 {\displaystyle t} での圧力を {\displaystyle P(x,t)} 、時刻に依らない静圧を {\displaystyle P_{0}(x)} として、瞬時音圧 {\displaystyle p(x,t)} は次で定義される：
{\displaystyle p(x,t)=P(x,t)-P_{0}(x)}
すなわち、瞬時音圧は媒質中のある位置・時刻における圧力からその位置での静圧を引いた、圧力の変動値である。補正された圧力であるため単位は圧力と同じくパスカル [Pa] である。

### 実効音圧
音波による媒質の疎密の状況は弾性と慣性の働きにより進行方向に音の速さ（音速）で伝搬していく。ある点の圧力の時間的変化が周期的な音について、その周期が T (s)であるとき、音圧の実効値（実効音圧） prmsは瞬時音圧 δp の周期 T における自乗平均平方根であり以下の式で表される。
{\displaystyle p_{\text{rms}}={\sqrt {{\frac {1}{T}}\int _{0}^{T}(\delta p)^{2}\,dt}}}

### 合成則
#解説節の図に表されるような周期的な圧力の変動を示す音は、一定の調子（ピッチ）をもつ音として感じられる楽音と呼ばれる。こうした楽音の音圧の波形は基本周波数の整数倍の周波数のみをもつ正弦波（純音）の合成として表される。例えば、図のような一定の周期で三角の波形が繰り返される三角波の周波数スペクトルを見ると、基本周波数の3倍、5倍…と奇数次の高調波（倍音）により構成されている。
周期的な音の波形は、上述のとおりその周期Tの整数倍の周期を持つ純音（正弦波）の合成により構成されるが、もとの周期的な音の音圧の実効値は、その音を構成する純音それぞれの実効音圧の2乗平均（パワー平均）の平方根に等しいという性質を持つ。

## 音圧の実効値
音圧や交流電圧のような、値が時間的に正負の間を変動する量では、単純な時間平均の値は0または0に近い値となり、変動の大きさを表すことができない。そういった量の変動の大きさを表現する値の1つが実効値である。実効値とは、時間的に大きさの変化する量の2乗の時間平均の平方根（英: root mean square、RMS）である。式で書くと、音圧p の時刻 0 から T までの区間について、実効値（実効音圧）prmsは、次のように表される。
{\displaystyle p_{\text{rms}}={\sqrt {{\frac {1}{T}}\int _{0}^{T}p^{2}(t)\,dt}}}
ここで p(t) は瞬時音圧である。特に指定しない限り、ある時間内の瞬時音圧の実効値prmsが音圧であると定義する。
波形が正弦波で表される純音など瞬時音圧が周期的に変化する音の音圧の実効値については、上述のとおり、平均する時間Tとして変化の1周期をとる。
これにより、どの時点から算定しても実効値は同じ値となる。また、変化の周期の整数倍の時間、無限時間でも1周期と同じ値となる。
一方、非周期性の（ランダムな）音波であれば、以下の式で定義される。
{\displaystyle p_{\text{rms}}={\sqrt {\lim _{T\rightarrow \infty }{{1 \over {T}}{\int _{0}^{T}p^{2}(t)\,{\rm {d}}t}}}}}
測定により求める場合、瞬時音圧が周期的に変動する音については、その間隔は周期の整数倍、または、周期に比べて長い間隔とし、非周期的に変動する音については、その間隔は求められた数値（音圧の実効値）が、その時間範囲中の小変化に実質的に独立であるようにするだけ長くなければならないとされる。実際には、窓関数を乗じるか、有限長の時間で平均して近似する。

### 実効値の時間変化
音をサンプリングして得られた時間波形について全体の平均をとることにより全体の実効値を算定できる。実効値の時間変化を算定する場合は、時間波形を分割して区間ごとの実効値を求めるほか、実効値検波動特性回路による方法がある
。
実効値検波動特性回路は、（瞬時）音圧を変換した電気信号の時間波形を、2乗してRC直列回路により交直変換するものであり、アナログ回路で容易に実現することができ、また人の感覚（聴覚の時間応答）ともよく合うことから、近似的な方法であるものの広く使われている。RC直列回路におけるτ=RCのτがこの回路の特性を定めるパラメータでこれを「時定数」という。
このとき、実効値検波動特性回路の時定数がτであるサウンドレベルメータが出力する音圧レベル（後述）は、時間tの関数として、以下のように示される。
{\displaystyle L_{p,{\text{rms}}}(t)=10{\rm {log}}_{10}\left({{1 \over {\tau }}{\int _{-\infty }^{t}{p^{2}(\xi )e^{-(t-\xi )/\tau } \over p_{0}^{2}}\,{\rm {d}}\xi }}\right)}
すなわち、音圧レベル（騒音レベル）の測定においては、ある時間tにおける音圧の実効値について、実効値検波動特性回路の時定数をτとして
{\displaystyle {\sqrt {{1 \over {\tau }}{\int _{-\infty }^{t}p^{2}(\xi )e^{-(t-\xi )/\tau }\,{\rm {d}}\xi }}}}
と表される値が用いられていることになる。
サウンドレベルメータ（騒音計）の測定信号はその実効値がF、Sの2種の速度で指示され、回路の時定数はそれぞれ0.125 s，1 sであり、JIS C 1509-1:2017「電気音響−サウンドレベルメータ（騒音計）」において時間重み付け特性として定められている。（Fはfast（速い），Sはslow（遅い）を意味する。）

## 音圧とエネルギー
音のエネルギーを表す量は、以下に示すとおり実効音圧の2乗に比例する。
単位時間に単位面積を通過する音のエネルギーとして定義される音の強さ（音響インテンシティ） I [W/m2]は、媒質中の単位体積に含まれる音波のエネルギーであるエネルギー密度 D (=prms2/ρc2) から、実効音圧prms [Pa]、媒質の密度ρ [kg/m3]、媒質中の音波の伝搬速度（音速）c [m/s]を用いて、
{\displaystyle I=cD={{p_{\text{rms}}}^{2} \over {\rho c}}}
と表される。上式のとおり音の強さ I は実効音圧 prms の2乗に比例する。
音場内のある面S [m2]を単位時間内に通過する音響エネルギーを音響パワーと呼び、音響パワーW [W]は音の強さ（音響インテンシティ）I[W/m2]を用いて
{\displaystyle W=\int _{S}IdS}
で定義され、音源を取り囲む閉曲面を通過する音響パワーを音響出力と呼ぶ。
自由空間（自由音場）におかれた点音源から音響出力 W [W] の球面波が伝搬する時、音源から r [m] 離れた場所の離れた場所の音の強さは、
{\displaystyle I={W \over 4{\pi }r^{2}}} [W/m2]
となり、音源からの距離の2乗に反比例する（逆2乗の法則）。また、音圧 {\displaystyle p={\sqrt {{\rho }cI}}={\sqrt {{\rho }cW \over 4{\pi }}}\left({1 \over r}\right)} [Pa] は、音源からの距離に反比例する。
このように音源から離れるほど音圧や音の強さが小さくなることを、距離減衰（あるいは幾何減衰）という。

## 音圧と音の大きさ
空気中の音圧の変化が耳に達すると、音がするという感覚が得られる。耳では音圧の振幅の大小により基底膜の振幅が定まり、それに応じた数のインパルスをコルチ器官が発して大脳へ伝えることで、知覚される音の大きさの大小が定まる。一方で、基底膜の振動部位は音の周波数によって異なるため、音の大きさは周波数によっても左右される。
こうした音の知覚的な大きさを表す音の大きさ（ラウドネス）は、感覚量であり、物理的に直接測定することはできないが、基本的には音のエネルギーと対応しており、音の強さが増せば音は大きく感じられる。音の大きさは、音の強さのほかに音の時間構造、また後述のとおり周波数スペクトル構成にも依存する。

### 可聴域
一般的に人間の聴覚で音としてとらえられる音圧は、最小で20μPa程度、最大で20Pa程度とされ、この範囲（2.0✕10-5～2.0✕101[Pa]、後述の音圧レベルで0～120[dB]）の音圧を可聴域と呼ぶ。可聴域を上回る大きさの圧力変化では鼓膜が空気振動により傷つけられ、痛みが感じられる。

### 音による圧力変化の規模
人間が音として捉える圧力変化は、上述のとおり、大きな場合でも 102(Pa)程度であり、およそ 105(Pa)である大気圧と比較すると、極めて小さい値である。

## 音圧と音圧レベル
人間の感覚量は物理量に対して対数比例で増減することが知られている。音圧については、人間の聴覚では音の周波数にも関係するが、おおよそ 2×10-5 から 20 (Pa)の音圧範囲が可聴域（ダイナミックレンジ）であり非常に広い。このため、実効音圧 p に対し、基準となる音圧を p0 としたときの対数値をとり、
{\displaystyle L_{p}=10\log _{10}{\frac {p^{2}}{{p_{0}}^{2}}}=20\log _{10}{\frac {p}{p_{0}}}} (dB)
とし、Lp を音圧レベル(Sound pressure level、SPL)（単位はデシベル）という。
ここで基準となる音圧 p0 は、1 (kHz)において聞き取れる最小値とされ、
{\displaystyle p_{0}=2\times 10^{-5}} (Pa)
である。

### 音響インテンシティレベル（音の強さのレベル）と音圧レベル
音圧レベルと同様に、音響インテンシティ（音の強さ）I[W/m2]をデシベルとして表したものを音響インテンシティレベル（音の強さのレベル）といい、
{\displaystyle L_{I}=10\log _{10}{\frac {I}{I_{0}}}} [dB]
と定義される。ここで、基準となる音響インテンシティI0は、
{\displaystyle I_{0}=10^{-12}} [W/m2]
である。
音響インテンシティI[W/m2]は、実効音圧prms [Pa]、媒質の密度ρ [kg/m3]、媒質中の音波の速度c [m/s]を用いて、
{\displaystyle I={{p_{\text{rms}}}^{2} \over {\rho c}}}
と表されることから、音圧レベルLpは
{\displaystyle L_{p}=10\log _{10}{\frac {p^{2}}{{p_{0}}^{2}}}=10\log _{10}{\frac {\rho cI}{{p_{0}}^{2}}}=10\log _{10}{\frac {I}{I_{0}}}{\frac {\rho cI_{0}}{{p_{0}}^{2}}}=L_{I}+10\log _{10}{\frac {\rho c}{400}}}
となる。ρcの値は温度と気圧により異なるが、常温常圧では400に近い値であり、値をデシベルで表すときには、実用的にはρc = 400とおいて
{\displaystyle L_{I}=L_{p}}
としてよいとされる。

### 音響パワーレベルと音圧レベル
音響パワーW[W]をデシベルとして表したものを音響パワーレベルといい、
{\displaystyle L_{W}=10\log _{10}{\frac {W}{W_{0}}}} [dB]
と定義される。ここで、基準となる音響パワーW0は、
{\displaystyle W_{0}=10^{-12}} [W]
である。
自由空間（自由音場）に置かれた音響出力（音響パワー）W[W]の無指向性音源からr[m]の場所の、音響インテンシティ（音の強さ）I[W/m2]は、{\displaystyle I={W \over 4{\pi }r^{2}}}であることから、音響インテンシティ（音の強さ）I[W/m2]は、実効音圧prms [Pa]、媒質の密度ρ [kg/m3]、媒質中の音波の速度c [m/s]を用いて、{\displaystyle I={{p_{\text{rms}}}^{2} \over {\rho c}}}と表されることから、
{\displaystyle {{p_{\text{rms}}}^{2} \over {\rho c}}={W \over 4{\pi }r^{2}}}
である。この両辺の対数をとり、音圧レベルLpと音響パワーレベルLWにより表すと
{\displaystyle L_{p}=L_{W}-20\log _{10}r-11.0} [dB]
という関係がある。

## 音圧・音の大きさと周波数
実際の音は、様々な周波数成分を含む複合音であることが多く、このような複合音については、その周波数成分を知ることが重要となる。

### 音圧の周波数スペクトル
音の周波数成分について、横軸に周波数を対数でとり、縦軸に各周波数に対応する音圧（実効音圧）により示すと、純音であればその純音を構成する周波数のみで、また純音の組み合わせによる複合音については、その複合音を構成する純音の周波数ごとに、それぞれの音圧の実効値が現れる離散的な形（線スペクトル）としてあらわされる。一方、音圧の波形がより複雑になった場合には、離散的な形とはならず、周波数に対して連続的な分布（連続スペクトル）となる。

### 周波数による音の大きさの違い（等ラウドネスレベル曲線）

ISO 226:2003の等ラウドネス曲線（Suzuki-Takeshima曲線）

同じ音圧の音であっても周波数が異なれば、その音の大きさ（音の知覚的な大きさを表す感覚量）は、必ずしも同じではなく、
概して、低い周波数領域では、最も感度の良い1～5kHz付近に比べて、相対的に高い音圧レベルでないと同じ大きさに聞こえない。
この周波数による音の大きさの違いについて、基準となる周波数（1,000Hz）の純音の音圧レベルと同じ大きさに聞こえる、ある周波数の純音の音圧レベル（ラウドネスレベル）を線で示したものが等ラウドネスレベル曲線であり、フレッチャー=マンソンによるものが著名である、等ラウドネスレベル曲線の測定は古くから測定が繰り返されており、近年では、鈴木と竹島によるものがISO 226:2003として規格化されている。

### A特性音圧レベル

周波数による聴感補正グラフ
平坦特性をZ特性といい、A,C特性は等ラウドネス曲線のそれぞれ60,100phonに近似した重みづけである。その中間のB特性と、航空機騒音評価のために提案されたD特性は音源の改善により用いられなくなった。

さまざまな周波数により構成される音の大きさの評価について、周波数による感覚的な音の大きさの違いを踏まえて、周波数による聴感補正を行った音圧を用いる。通常用いられるサウンドレベルメータ（騒音計）には、このような周波数による聴感補正を行う周波数補正回路が、音の大きさのレベルを近似的に測定する目的で挿入されている。
騒音の測定に用いる聴感補正は、A特性によるものが一般的である。A特性は、フレッチャー=マンソンの40 phonにおける等ラウドネスレベル曲線を逆にしたものに近似される。このA特性により周波数重みづけを行った音圧pAを用いて算定した音圧レベル（A特性音圧レベル）LAを、騒音レベルといい、騒音の大きさの評価に用いられる。

## 音圧の用語
音圧の語を含む用語には、以下のようなものがある。
ピーク音圧
瞬時音圧のうち、対象時間中の最大絶対値（＝最大振幅）をピーク音圧と呼ぶ。JISでの定義は「ある時間内で最大の絶対瞬時音圧」（英: peak sound pressure）。
実効音圧
周期的に変化する音については、変化の1周期における瞬時音圧の実効値を実効音圧といい、これも音圧と呼ぶ。JISにおいては「音圧」を「特に指定しない限り、ある時間内の瞬時音圧の実効値」と定義する。
基準音圧
JISでは「習慣的に選ばれた音圧で、気体の場合には20μPa、液体及び固体の場合には1 Pa」と定義される。（英: reference sound pressure）
20μPaは非常に聴力のよい人がかろうじて聞きうる1kHzの純音の音圧（実効値）にほぼ相当する。